# Киевские фрески (фильм)
«Киевские фрески» — короткометражный фильм Сергея Параджанова.

## История создания
В 1965 году Сергей Параджанов написал сценарий фильма «Киевские фрески» и представил его киностудии имени Довженко, приурочив это к двадцатилетию со дня победы в Великой Отечественной войне. Сценарий был воспринят довольно резко: режиссёр отказывался от любых стереотипов, избрав стиль повествования, в котором нет никаких стилистических ограничений. Эта весьма необычная и интересная задумка не осуществилась бы, если бы оператор «Киевских фресок» Александр Антипенко не сохранил 15-минутные кинопробы. Именно благодаря ему мы можем заглянуть в творческую лабораторию Параджанова. Фильм состоит из трёх «фресок».
В фильме все реплики принадлежат одному из главных героев фильма — Человеку. Примечательно, что в одном из черновиков он был сначала обозначен как Кинорежиссёр. Однако вскоре Параджанов отказался от этой идеи.

## В ролях
- Тенгиз Арчварзе
- Антонина Лефтий

В эпизодах:
- Зоя Недбай

## Интересные факты
- Для создания музыки к фильму режиссёр пригласил Валентина Сильвестрова[2], однако в 1988 году кинолента была озвучена с использованием саундтрека совсем другого композитора — Владимира Селиванова.

## Использование фрагментов фильма в документальном кино
- Фрагменты «Киевских фресок» вошли в документальный фильм Анатолия Сырых «Валентин Сильвестров. Тихие песни» (1992). Эта лента содержит кадры кинохроники с участием Параджанова, а также рассказ Сильвестрова о работе с великим режиссёром.